# 디트마르 뫼겐부르크

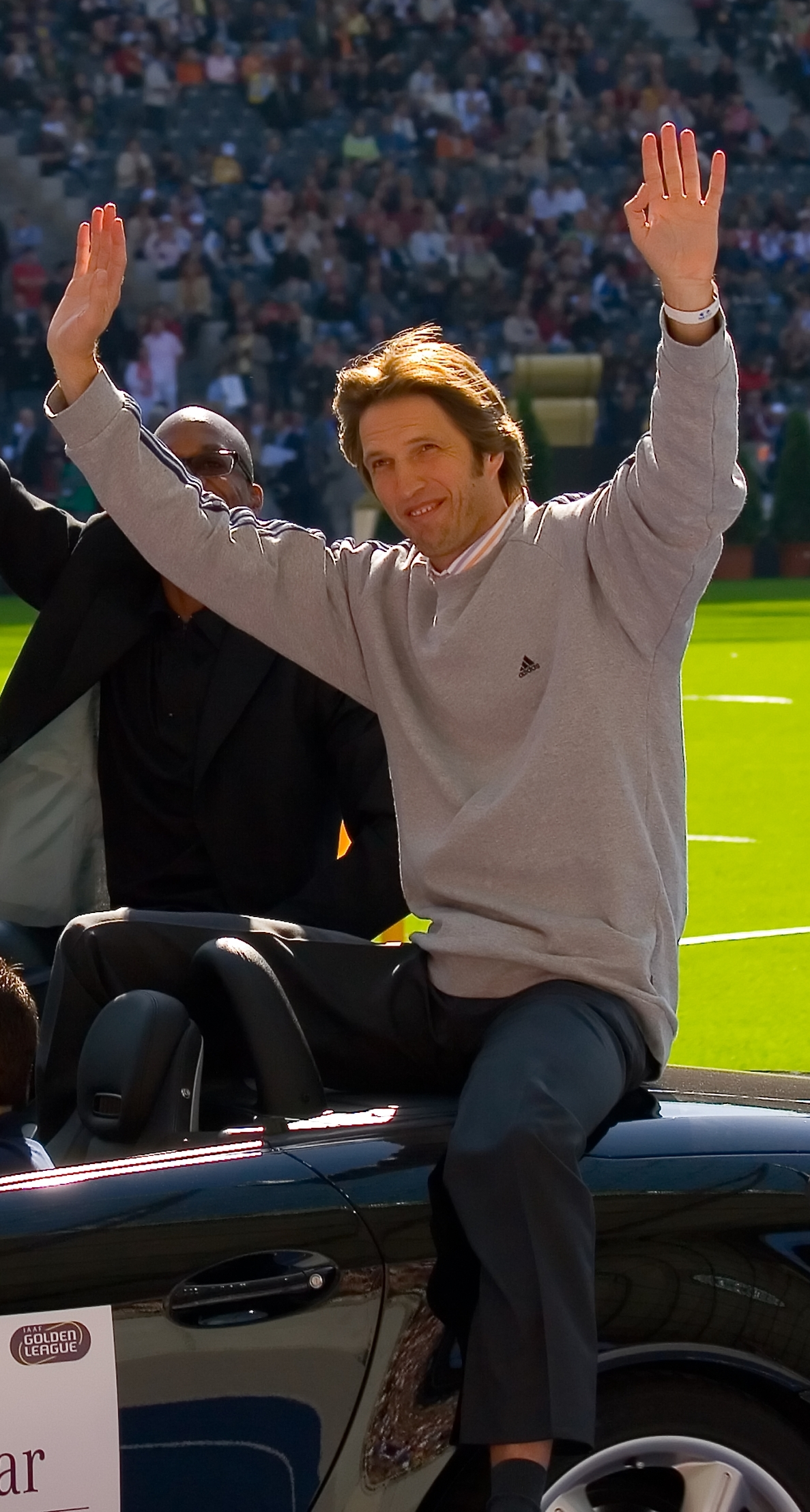

디트마르 뫼겐부르크(독일어: Dietmar Mögenburg, 1961년 8월 15일 ~ )는 전 서독의 높이뛰기 선수로 1984년 하계 올림픽과 1982년 유럽 선수권에서 금메달을 획득하였다.
레버쿠젠에서 태어난 뫼겐부르크는 1980년 5월 26일 18세의 나이로 폴란드의 야체크 브쇼와가 세운 세계 실내 기록을 동일하게 한 2.35m를 넘었다. 그때 이 마크는 또한 세계 실외 주니어 기록을 설립하기도 하였다.
1984년 6월 10일 에버슈타트에서 주잔화가 2.39m의 세계 기록으로 우승한 경연 대회에서 뫼겐부르크 자신이 2.36m를 제거할 때 자신의 실외 절정에 도달하였다.
후에 그는 쾰른에서 1985년 2월 14일에 2.39m의 세계 실내 신기록을 설립하였다.
2015년으로 봐서 더 높이 넘은 단 하나의 독일 선수는 1980년대의 뫼겐부르크의 라이벌 카를로 트렌하르트로 실외 2.37m(1984)와 실내 2.42m(1988)를 제거하였다.